# Michalīs Christofī
Michalīs Christofī (in greco: Μιχάλης Χριστοφή; 24 luglio 1969) è un ex calciatore cipriota, di ruolo portiere.

## Carriera

### Club
Ha giocato nella massima serie cipriota con Apollon Limassol e AEL Limassol.

### Nazionale
Ha esordito con la nazionale cipriota nel 1991, giocando 18 partite fino al 1997.